# 国際深海掘削計画

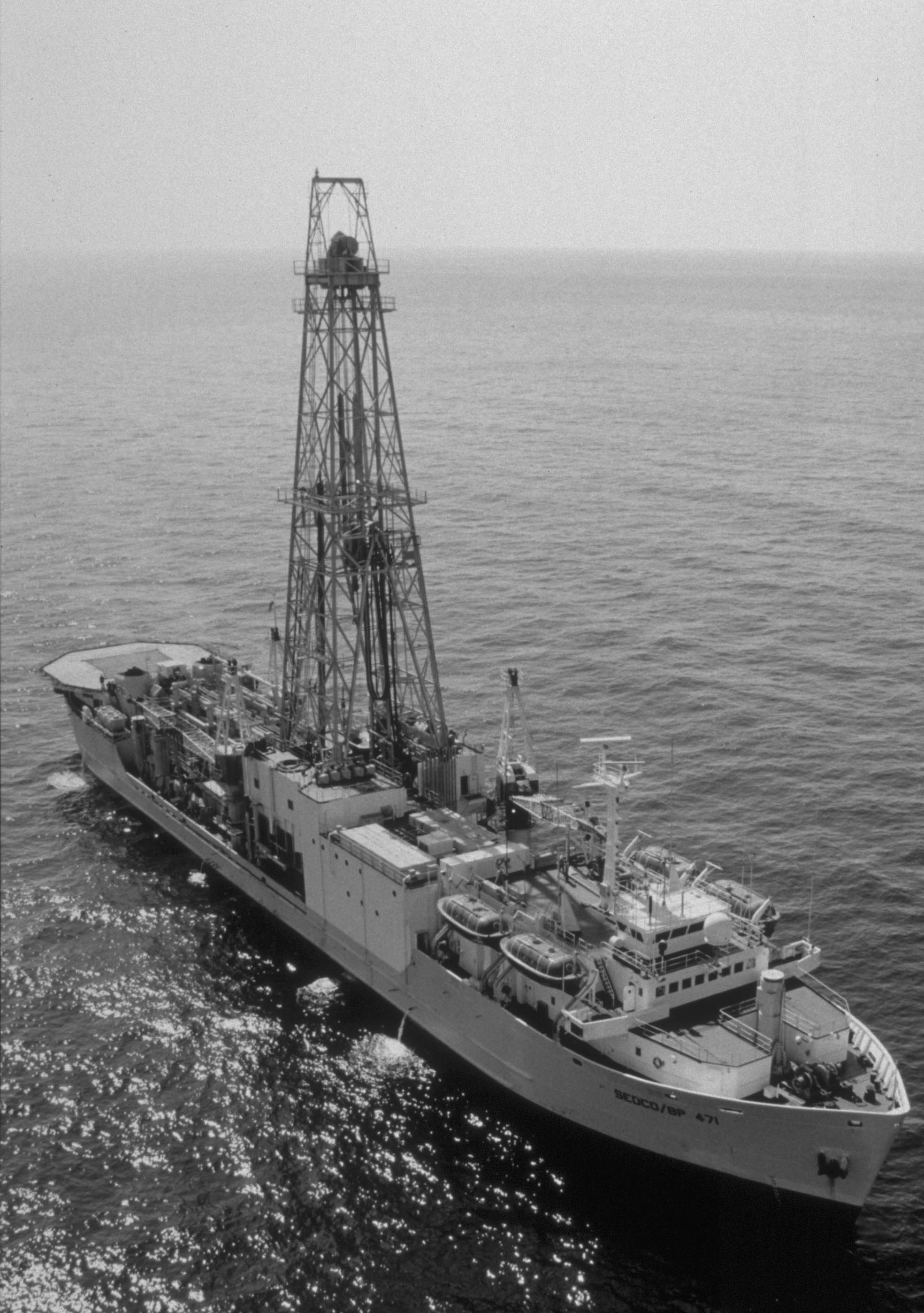
海洋掘削調査船 JOIDES・リゾリューション (JOIDES Resolution)

国際深海掘削計画（こくさいしんかいくっさくけいかく、Ocean Drilling Program、ODP）とは、1985年から2002年までの、世界中の海洋底を掘削し、海洋底および地球環境史の科学的解明を目的とする国際共同研究プロジェクト。
1968年にアメリカ国内で深海掘削計画 (DSDP: Deep Sea Drilling Project) が開始され、また1975年にアメリカの提案で国際プロジェクトである国際深海掘削計画 (IPOD) (IPOD: International Phase of Ocean Drilling) が開始された。ODPはIPODとDSDPがさらに発展した計画である。
海洋底拡大説やプレートテクトニクスの確定と発展、地球環境史の解明などに貢献してきた。このプロジェクトは2003年からの統合国際深海掘削計画 (IODP: Integrated Ocean Drilling Program) に発展した。